# چکاوک‌های گنجشکی
چکاوک‌های گنجشکی (نام علمی: Eremopterix) نام یک سرده از تیره چکاوک است.

## گونه‌ها
- چکاوک گنجشکی پشت‌بلوطی،  Eremopterix leucotis
- چکاوک گنجشکی سیاه‌گوش،  Eremopterix australis
- چکاوک گنجشکی پشت‌خاکستری،  Eremopterix verticalis
- چکاوک گنجشکی فیشر،  Eremopterix leucopareia
- چکاوک گنجشکی سربلوطی،  Eremopterix signatus
- چکاوک سهره‌ای شکم‌سیاه،  Eremopterix nigriceps
- چکاوک گنجشکی تاج‌خاکستری،  Eremopterix griseus